# Music Sounds Better with You (Stardust)
Music Sounds Better with You är en sång av Stardust, utgiven som singel den 20 juli 1998. Singeln nådde bland annat första plats på Hot Dance Club Songs.
Musikvideon regisserades av Michel Gondry.